# Akinetikus mutizmus
Az akinetikus mutizmus orvosi szakkifejezés annak leírására, hogy a beteg nem mozog (akinézis), nem beszél (mutizmus), és érzelmeket sem mutat. Az érzékelést és a gondolkodást nem érinti. Neurológiai szindróma, amit nem bénulás, hanem a motiváció hiánya okoz. Hátterében a frontális lebeny sérülése áll.
Okozhatja agydaganat,  Creutzfeldt-Jakob-kór, vagy encephalitis lethargica, és lehet a mindkét oldali elülső agyi artéria területein bekövetkező agyi érkatasztrófa következménye is. Egyes neurotixikus drogok, például Tacrolimus és Cyclosporine is okozhatják. Egy másik lehetőség a cingulate gyrus leválása. Régebben ennek az elpusztítása a  pszichózisok egy gyógymódja volt. Ennek sérülése akinézist, mutizmust, apátiát és a fájdalmas ingerek iránti közönyösséget okoz.
A tünetek okai felismerhetők mágnesesrezonancia-képalkotással, vagy  elektroenkefalográfiával. A gyulladásos megbetegedés az agy-gerincvelői folyadék vizsgálatával mutatható vagy zárható ki. Meg kell különböztetni a bezártságszindrómától, az éber kómától és a katatóniától.
A kilátások az okozó betegségtől függnek. Több hónapos akinetikus mutizmusból is van visszatérés, például az agysérülések gyógyulása vagy a vízfejűség kezelése esetén.
Neurofiziológiai bizonyítékok mutatják a gyrus cinguli anterior szerepét az akarat kialakításában. Ez egy agytekervény elülső része, ami a kéreg belső felszínén található, és sok szerző a frontális lebenyhez számítja. Az érzelmek és gondolatok találkozásának helye is.
Antonio Damasio évekig foglalkozott ezekkel a betegekkel. Egy nőbetege utólag mesélt arról, hogyan élte meg hallgatását és mozdulatlanságát. A bezártságszindrómától eltérően nem érezte bezárva magát. Mindent értett, de egyes emlékei hiányoztak abból az időből. Nem érzett ijedtséget vagy félelmet, nem szenvedett a kommunikáció hiányától. Nem voltak érzelmi reakciói. Csak a hajtóerő, a motiváció hiányzott belőle arra, hogy bármit mondjon vagy tegyen. Francis Crick úgy fogalmazta meg, hogy ez a nő elvesztette az akaratát.